# ولید صالح (اسلام‌شناس)
ولید احمد صالح، محقق علوم قرآنی و استاد مطالعات اسلامی دانشگاه تورنتو است.

## زندگی‌نامه
ولید صالح در دانشگاه آمریکایی بیروت تحصیل کرده و در سال ۱۹۸۹ با مدرک کارشناسی زبان و ادبیات عرب از این دانشگاه فارغ‌التحصیل شده‌است. وی در سال ۲۰۰۱ از دانشگاه ییل مدرک دکترای مطالعات اسلامی خود را دریافت کرده‌است. او در سال‌های ۱۹۹۶–۱۹۹۷ کمک هزینه DAAD دریافت کرد و تحصیلات خود را در هامبورگ زیر نظر آلبرشت نوث دنبال کرد. صالح افتخارات و کمک هزینه‌های بسیاری دریافت کرده‌است. علاوه بر این، او از کتابخانه کنگره کمک مالی دریافت کرده‌است.

## آثار
- در دفاع از کتاب مقدس: نسخه انتقادی و مقدمه ای بر رساله انجیل البیقاعی[۲]
- شکل‌گیری سنت تفسیری کلاسیک[۳]
- بهنام صادقی